# Muzeum-Areszt IPN w Katowicach
Muzeum-Areszt IPN w Katowicach – ekspozycja muzealna, działająca w ramach Oddziału Instytutu Pamięci Narodowej w Katowicach w latach 2009–2012. Jej siedzibą była ówczesna siedziba Oddziału przy ul. J. Kilińskiego 9.

## Historia
Muzeum powstało w 2007 na mocy decyzji ówczesnego dyrektora katowickiego Oddziału IPN Andrzeja Drogonia. Na jego cel wykorzystano pomieszczenia dawnego aresztu, wykorzystywanego m.in. przez policję pruską, Policję Województwa Śląskiego, niemiecką Schupo oraz Milicję Obywatelską. W marcu 2009 w placówce otwarta została ekspozycja pt. „Oczy i uszy bezpieki. Metody inwigilacji społeczeństwa przez Służbę Bezpieczeństwa za pomocą środków technicznych: tajnej obserwacji, dokumentacji fotograficznej, perlustracji korespondencji i podsłuchów w latach 1956–1989”.
W 2012 siedziba Oddział IPN została przeniesiona na ul. Józefowską 102 w Katowicach. Muzeum-Areszt działało jednak nadal, aż do maja 2014, kiedy to budynek został przekazany Komendzie Miejskiej Policji, a ekspozycję zlikwidowano.